# Ruud Geels
Geertruida Maria Geels detto Ruud (Haarlem, 28 luglio 1948 – Haarlem, 18 novembre 2023) è stato un calciatore olandese, di ruolo attaccante.
Molto prolifico, realizzò 388 gol in 17 stagioni da professionista. È anche stato uno dei pochi calciatori ad avere indossato le maglie di Ajax, Feyenoord e PSV, le tre maggiori squadre olandesi.

## Carriera

### Club
Dopo aver militato nelle file del Feyenoord, Geels fu ingaggiato dal Go Ahead Eagles, per passare successivamente nel campionato belga con la maglia del Bruges. Dal Belgio tornò nei Paesi Bassi nel 1975 per vestire la maglia dell'Ajax. Nella stagione 1977/1978 realizzò 30 reti vincendo così la classifica marcatori. Nella stagione 1978/1979 ritornò nuovamente in Belgio per vestire la maglia dell'Anderlecht, dove vinse nuovamente la classifica dei cannonieri. L'estate seguente ritornò in patria, dove poi concluse la sua carriera nel 1984 con il NAC Breda.

### Nazionale
Geels ha giocato 20 partite nella Nazionale olandese segnando 11 reti. Con gli Oranje ha inoltre ha fatto parte della rosa (con la maglia numero 1)
al Mondiale 1974, dove i Paesi Bassi furono battuti in finale dai padroni di casa della Germania Ovest, e all'Europeo 1976, dove i Paesi Bassi arrivarono al terzo posto.

## Palmarès

### Club

#### Competizioni nazionali
- Campionato olandese: 2

Feyenoord: 1968-1969
Ajax: 1976-1977
- Coppa dei Paesi Bassi: 1

Feyenoord: 1969-1970
- Campionato belga: 1

Bruges: 1972-1973

#### Competizioni internazionali
- Coppa dei Campioni: 1

Feyenoord: 1969-1970
- Supercoppa UEFA: 1

Anderlecht: 1978

### Individuale
- Capocannoniere della Eredivisie: 5 (record)

1974-1975 (30 gol), 1975-1976 (29 gol), 1976-1977 (34 gol), 1977-1978 (30 gol), 1980-1981 (22 gol)
- Capocannoniere della Coppa UEFA: 1

1975-1976 (14 gol)